# Alejo Belaúnde
Alejo Belaúnde nacido como Alejo Adolfo de Belaúnde y Alvarado (San Salvador de Jujuy de la intendencia de Salta del Tucumán, Provincias Unidas del Río de la Plata, 17 de julio de 1812 – ib., provincia de Jujuy, República Argentina, 2 de julio de 1882) era un político unitario y funcionario argentino que fuera electo diputado jujeño de manera intermitente desde 1850 hasta 1866 y como tal debió ocupar brevemente el puesto de gobernador delegado de Jujuy en el año 1852.

Era hermano del gobernador electo jujeño Cosme Belaúnde, cuñado del gobernador interino Silvestre Cau y padrastro del médico naval Federico R. Cuñado.

## Biografía

### Origen familiar y primeros años
Alejo Adolfo Belaúnde había nacido el 17 de julio de 1812 en la villa de San Salvador de Jujuy, la capital de la tenencia de gobierno de Jujuy en la intendencia de Salta del Tucumán, que formaba parte de las Provincias Unidas del Río de la Plata.
Era hijo de Juan Bautista Belaúnde (Vizcaya, España, ca. 1790-Valparaíso, Chile, ca. 1840) —cuyos padres fueran Anselmo Belaúnde (n. ib., ca. 1760) y Agustina Elorriaga (n. ca. 1770)— y de su esposa Melchora Alvarado (n. ca. 1792).
Tenía tres hermanos llamados José Manuel, Tomasa Dolores y Cosme Belaúnde (n. ib., ca. 1810) que fuera diputado provincial por el departamento de Rinconada desde 1854 hasta 1856, posteriormente fue nombrado diputado por el departamento Capital desde 1859 hasta 1861 y fue elegido como gobernador de la provincia de Jujuy desde el 3 de febrero de 1867 hasta el 1.º de enero de 1868.
A corta edad Alejo con sus padres y hermanos, junto a sus tíos maternos Ramón y Cirilo Alvarado se habían exiliado en Bolivia, residiendo en Chuquisaca, luego pasaron a Valparaíso en Chile y volvieron a Bolivia en 1841, radicándose nuevamente en la ciudad ya renombrada como Sucre.

### Diputado de la provincia de Jujuy
Una vez en Bolivia, se casó con una jujeña que residía allí y en 1846 pasaron a la Confederación Argentina para residir en la ciudad natal de la provincia de Jujuy y en donde fue designado juez de primera instancia de 1848 a 1849. En este último año, al ser ferviente unitario participó en el movimiento revolucionario dirigido por el coronel Mariano Santibáñez contra el gobernador Pedro Castañeda.
Alejo Belaúnde fue diputado provincial por el departamento Capital en el año 1850. Después de la revolución del 22 de febrero dirigida por José Mariano Iturbe que depuso al entonces gobernador jujeño José López Villar en 1851, volvió a emigrar a la República de Bolivia, para regresar recién en 1852, luego de la caída del líder confederal Juan Manuel de Rosas.
Volvió a ocupar el cargo de diputado desde 1852 hasta 1853 y nuevamente desde 1863 hasta 1866. Además, en el transcurso de su mandato fue designado por el mandatario electo provincial José Benito de la Bárcena como gobernador delegado de Jujuy desde el 2 de mayo hasta el 22 de septiembre de 1852.

## Matrimonio y descendencia
El político Alejo Belaúnde se había unido dos veces en matrimonio:
- 1) - En primeras nupcias hacia 1841 en la ciudad boliviana de Sucre con Dolores Eguía Iturbe[1][2] (San Salvador de Jujuy, ca. 1819-ca. 1859) con la que se radicó en 1846 en la provincia de Jujuy.[2] En este primer matrimonio hubo por lo menos dos hijas:

- Josefa Belaúnde Eguía (Sucre, Bolivia, ca. 1841-ib., ca. 1875) que se casó el 18 de mayo de 1856 con Emilio Fascio Alvarado (n. ib., ca. 1826).
- Adelaida Belaúnde Eguía (n. ib., ca. 1842) bautizada en San Salvador de Jujuy en 1846 y se casó el 10 de mayo de 1858 con Wenceslao Quintana Echavarría (n. ib., ca. 1828).

- 2) - En segundas nupcias hacia 1855 con Francisca Cau de Atienza[6][7] (Salta,[8] ca. 1820[9]-después de 1882),[7] viuda del médico español Gabriel Cuñado y hermana mayor del coronel Silvestre Cau (Salta, ca. 1825-Jujuy, 28 de julio de 1884) que fuera en 1879 gobernador interino de la provincia de Jujuy, siendo ambos, hijos del francés Santiago Caú[8][10] —o bien Jacques Cau— (Provenza,[8] ca. 1785-Salta, 1840)[10] que era un hacendado europeo radicado alrededor de 1805 en Campo Santo[8] de la intendencia de Salta del Tucumán,[10] y de Martina de Atienza[8] (n. Salta, ca. 1795), siendo su padre el novocastellano-español Antonio de Atienza (n. Cuenca, ca. 1765), ministro tesorero salteño desde 1807.[11]

- Fruto del este segundo enlace tuvo a cinco hijos: Juan Carlos (n. ca. 1856), María Delia Belaúnde (n. ca. 1857) que se casó con Rufino Flores Luna, Amalia (n. ca. 1858), Ernesto (n. ca. 1859) y Ricardo Belaúnde (n. ca. 1860).